# لقاح خودبه‌خود
لقاح خودبه‌خود (انگلیسی: Spontaneous conception) به لقاح و تولد یک جنین، پس از تولد جنینی گفته می‌شود که پیش‌تر از طریق لقاح آزمایشگاهی یا سایر اشکال فناوری کمک‌باروری ایجاد شده باشد. به‌طور کلی ۱۸٪ احتمال لقاح خودبه‌خود بعد از درمان لقاح مصنوعی (IVF) وجود دارد، اما این احتمال در میان زنان جوان‌تر (کمتر از ۲۷ سال) به ۳۷٪ افزایش یافت. احتمال لقاح خودبه‌خود همچنین به عملکرد اسپرم مرد و تعداد تخمک زن بستگی دارد.